# The Pathway from the Past
The Pathway from the Past est un film muet américain réalisé par Thomas H. Ince et Richard V. Spencer, sorti en 1915.

## Fiche technique
- Réalisation : Thomas H. Ince, Richard V. Spencer
- Date de sortie :  États-Unis : 11 juin 1915

## Distribution
- Tom Chatterton : John Ames
- Estelle Allen : Molly Kane
- Jerome Storm: Jim Kane
- Jack Nelson : Spider Lewis